# Nascer do Sol com Monstros Marinhos
Nascer do Sol com Monstros Marinhos (Sunrise with Sea Monsters) é uma pintura a óleo sobre tela do mestre inglês J. M. William Turner. Pertence actualmente à coleção permanente da Tate Britain.

## Descrição
Turner criou esta obra na cidade costeira de Margate, em Kent, cerca de 1845, perto do fim da sua carreira. A pintura com 91,4 cm x 121.9 cm, representa um calmo nascer de sol amarelado sobre um mar turbulento. Despontando no lado esquerdo inferior estão remoinhos rosa e vermelhos que usualmente são identificados como os monstros marinhos que dão o título à obra.

## Interpretações
Para além destes elementos básicos, porém, a interpretação da pintura está na base de muito estudo e especulação. Segundo a Tate Gallery, os "monstros" não são mais do que peixe. A Tate e outras fontes afirmam que uma pequena secção de quatro ou cinco riscos cruzados pretos podem ser parte de uma rede de pesca. O crítico James Hamilton especula que o nevoeiro pode esconder um barco de recreio a vapor a ser consumido por um peixe gigante or baleias, que foram o assunto de muitas das últimas obras de Turner. Esta teoria do barco a vapor é consistente com a interpretação de muitas das últimas obras de Turner, enquanto resposta às mudanças tecnológicas trazidas pela Revolução Industrial. Outras fontes afirmam que os monstros na realidade são apenas isso: Michael Bockemuhl sugere que os remoinhos se combinam para formar uma única criatura gigantesca com olhos enormes e boca aberta que está a nadar na direção do observador. Também se podem comparar com as criaturas monstruosas da água noutra obra famosa de Turner, Slavers Throwing overboard the Dead and Dying—Typhoon coming on (Negreiros Atiram ao Mar os Mortos e Moribundos - O Tufão aproxima-se).

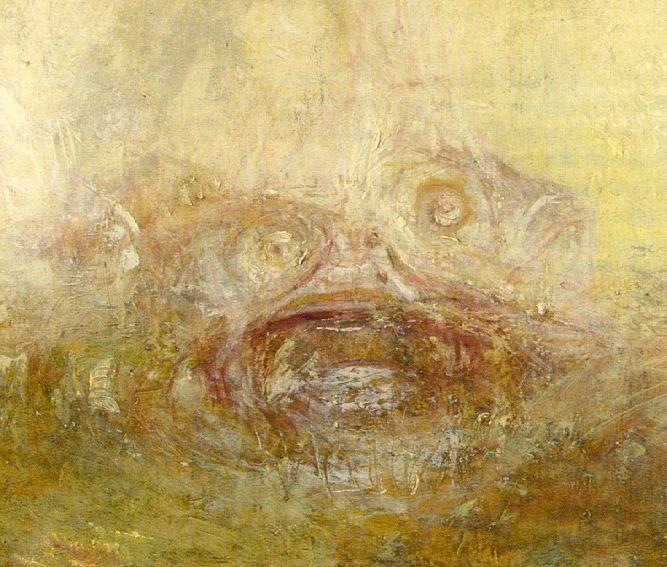
Detalhe dos "monstros"

Uma interpretação alternativa é a de que não há ali nada de facto; pelo menos corpóreo. Gunnar Schmidt sustenta que a pintura tem duas zonas — o céu soalheiro e quente, e a águra escura e fria — e que na sua interface está uma massa de vapor deslizante que tem partículas e remoinhos, mas sem qualquer forma ou limite. Nesta perspectiva, é o processo térmico que está a ser comparado com o "monstruoso" poder dos motores e maquinaria industriais. Elizabeth Ermarth vai mais longe e compara esta pintura com outras obras de Turner como seja Mountain Landscape e Seascape with Storm Coming On, afirmando que são "quase tudo representações abstratas do espaço, enquanto pura atmosfera, enquanto meio de transmissão de luz" ("almost entirely abstract representations of space as pure atmosphere, as pure medium of light".
Outras formas podem também ser interpretadas a partir da própria pintura. O Tate Museum sugere que uma grande pincelada de vermelho e branco pode ser interpretada como uma bóia, enquanto que num seu catálogo se sugeria que podem ser vistos icebergs à distância. Bockemuhl vê a cabeça dum cão numa forma na água à esquerda do monstro. Estas imagens fantásticas e variadas são notadas por muitas das análises das últimas obras de Turner. Um estudo no Journal of the Royal Society of Medicine estabelece uma ligação entre essas figuras e a posse por Turner de acetato de morfina (uma droga relacionada com morfina), usada possivelmente para o tratamento de dor de dentes.